# A Rainha Diaba
A Rainha Diaba è un film del 1974 diretto da Antonio Carlos da Fontoura.
La sceneggiatura si ispira liberamente alla storia di João Francisco dos Santos, un criminale della prima metà del Novecento conosciuto come Madame Satã.

## Trama
A Rio, scoppia una guerra nel mondo della malavita tra Diaba, che controlla il traffico della droga, e Bereco, una testa di legno che Diaba voleva consegnare alla legge al suo posto.

## Produzione
Il film fu prodotto dalla Filmes De Lírio, Lanterna Magica, R.F. Farias, Ventania Filmes e Canto Claro Produções Artísticas (co-produzione)

## Distribuzione
Internazionalmente, il film è conosciuto con il titolo inglese The Devil Queen. Nel maggio 1974, venne presentato al 27º Festival di Cannes alla Quinzaine des Réalisateurs.